# Agromyza marionae
Agromyza marionae är en tvåvingeart som beskrevs av Griffiths 1963. Agromyza marionae ingår i släktet Agromyza och familjen minerarflugor. Arten har ej påträffats i Sverige. Inga underarter finns listade i Catalogue of Life.